# クロンシュタット (小惑星)
クロンシュタット (2447 Kronstadt) は、小惑星帯に位置する小惑星。クリミア半島のクリミア天体物理天文台で、ソビエト連邦の天文学者タマラ・スミルノワによって発見された。
ソ連（現：ロシア連邦レニングラード州）の都市クロンシュタットに因んで命名された。